# پمبرتون، استرالیای غربی
پمبرتون (به انگلیسی: Pemberton) یک شهرک در استرالیا است که در استرالیای غربی واقع شده‌است.